# Escatologia das Testemunhas de Jeová
Escatologia (do grego antigo εσχατος, fim, coisas ultimas, mais o sufixo λογος "estudo") é um termo que define o estudo dos últimos eventos na história do mundo ou do destino final do gênero humano, comumente denominado como fim do mundo. As Testemunhas de Jeová possuem uma interpretação singular do que entendem como fim, não da Terra e de todos os seus habitantes (Eclesiastes 1:4), mas sim de um "sistema de coisas", ou seja, uma determinada ordem mundial (a atual) que deverá ser substituída por uma outra sociedade terrestre, organizada numa teocracia literal através de um governo de origem divina. - Daniel 2:44

## Mensagem de vigilância
As Testemunhas de Jeová são conhecidas, e muitas vezes criticadas, pela sua insistência numa mensagem de aviso da proximidade do fim do atual sistema de coisas e da iminente vinda de Jesus Cristo como Rei, estendendo a influência do Reino de Deus a toda a Terra. (Mateus 4:17) Transmitem o anúncio da proximidade desse  O Dia de Jeová ou O Dia do Armagedom. - Apocalipse 16:16
Os principais instrumentos de divulgação da sua mensagem apresentam essa urgência implícita nos títulos, como por exemplo:
- A Sentinela - Anunciando o Reino de Jeová

Esta revista serve, portanto, como ponto de observação dos acontecimentos mundiais, visando avisar ou alertar sobre a proximidade da chegada do Reino de Deus.
- Despertai!

Este título é um apelo à vigilância com os mesmos objetivos acima expostos.
Estas revistas são publicadas pela Sociedade Torre de Vigia que, também como o nome indica, pretende ser uma editora que publica a Bíblia e publicações baseadas nela com o objetivo de manter despertos e atentos os seus leitores. - Isaías 21:8
Ao longo dos anos, as Testemunhas de Jeová sempre mostraram um enorme interesse na cronologia bíblica, tentando interpretá-la como forma de se aperceberem da época em que o Armagedom ocorreria. (Lucas 19:11) Devido a esse anseio, chegaram mesmo a suspeitar de certos épocas para a sua ocorrência. (Daniel 12:8) Quando tais passaram, alguns nas suas fileiras ficaram decepcionados, porém a maioria permaneceram na expectativa. -Mateus 24:44.

## Datas para o Armagedom
Alguns críticos referem que as Testemunhas têm mencionado com antecedência diversas datas como hipóteses da ocorrência do fim do sistema de coisas. Mencionam que tais anos criaram expectativas que acabaram por resultar em desapontamento o que os leva a afirmar que as Testemunhas de Jeová têm profetizado falsamente. Os anos mais marcantes, mencionados direta ou indiretamente nas publicações das Testemunhas, ou insinuados pelos críticos como estando implícitos no texto, como prováveis datas para a vinda do Armagedom são os seguintes:

### 1914
Em 1876, Charles T. Russell escreveu o primeiro de muitos artigos em que apontava para 1914 como o ano do fim dos tempos dos gentios mencionados por Jesus Cristo. (Lucas 21:24 Almeida, versão Corrigida e Fiel). No seu número de 15 de outubro de 1913, A Sentinela (em inglês) declarou:
"Segundo o melhor cálculo cronológico de que somos capazes, é aproximadamente nessa época — em outubro de 1914, ou então mais tarde. Sem dogmatizar, estamos aguardando certos eventos: (1) O fim dos Tempos dos Gentios — a supremacia gentia no mundo — e (2) o início do Reino do Messias no mundo."
Com a aproximação de 1914, cresciam as expectativas. No The Bible Students Monthly (Volume VI, nº 1, publicado no início de 1914), Russell escreveu:
"Se temos a correta data e cronologia, os Tempos dos Gentios findarão este ano — 1914. O que significa isso? Não sabemos com certeza. A nossa expectativa é de que o domínio ativo do Messias começará por volta do fim da concessão de poder aos gentios. A nossa expectativa, certa ou errada, é que ocorrerão maravilhosas manifestações dos julgamentos divinos contra toda a injustiça, e que isto significará o colapso de muitas instituições atuais, se não de todas."
Mas como se sentiram quando isso não ocorreu em 1914? A revista A Sentinela (em inglês) de 15 de abril de 1916, declarou:
"Cremos que as datas revelaram ser bem corretas. Cremos que os Tempos dos Gentios findaram." Contudo, acrescentou: "O Senhor não disse que a Igreja toda seria glorificada em 1914. Nós meramente inferimos isso e, evidentemente, erramos."
Alguns críticos afirmam que as Testemunhas de Jeová anunciaram o fim do mundo para 1914. Mas embora as próprias Testemunhas de Jeová reconheçam que nem todas suas expectativas se realizaram naquele ano, elas esclarecem que segundo seu estudo da cronologia bíblica, este ano sinalizou e marcou o "fim dos tempos dos gentios" ou o "fim dos tempos designados das nações" (governos humanos) e que o fim desse período em 1914, marcou o novo tempo designado para Deus empossar seu rei escolhido, quando o próprio Jesus Cristo entronizado, avançaria na conquista do domínio de toda a Terra.

### 1925
O discurso Milhões Que Agora Vivem Jamais Morrerão, proferido por J. F. Rutherford em 21 de março de 1920 no Hippodrome, na cidade de Nova Iorque, Estados Unidos da América, dirigiu atenção ao ano de 1925. Num folheto publicado naquele mesmo ano, foi dito que, se 70 plenos jubileus fossem calculados a partir da data em que Israel, segundo se entendia, entrou na Terra Prometida, isso poderia apontar para o ano de 1925. À base do que se escreveu ali, muitos esperavam que os que possuíam esperança celestial recebessem a sua recompensa no Céu em 1925. Esse ano também foi relacionado com a expectativa de ressurreição de fiéis servos de Deus pré-cristãos, para que servissem na Terra como príncipes representantes do Reino celestial. Se isso realmente ocorresse, isso significaria que a humanidade entraria numa era em que a morte deixaria de dominar e milhões que então viviam podiam ter a esperança de nunca desaparecer da Terra. Embora equivocada, os Estudantes da Bíblia, como eram então conhecidas as Testemunhas de Jeová, partilharam ansiosamente essa esperança com outros. Os cálculos de tempo e as expectativas criadas causaram sérios desapontamentos. Depois de 1925, a assistência às reuniões caiu drasticamente em algumas congregações, especialmente em alguns países Europeus.

### 1975
As Testemunhas já por muito tempo partilhavam a crença de que o Reinado Milenar de Cristo viria depois de 6.000 anos de história humana. O livro Vida Eterna — na Liberdade dos Filhos de Deus, lançado (em inglês) numa série de Congressos de Distrito em 1966, apontava para 1975 como a época em que se perfazia seis milênios desde a criação de Adão.. Ainda no local, quando os congressistas examinaram o conteúdo, o novo livro suscitou muitos comentários sobre 1975.
No congresso realizado em Baltimore, Maryland, Estados Unidos da América, o discurso concludente foi proferido por F. W. Franz. Ele começou por dizer:
"Pouco antes de subir à tribuna, um jovem aproximou-se de mim e disse: 'Diga-me, que significa esse 1975?'" Franz mencionou muitas perguntas feitas sobre se a matéria no novo livro quereria dizer que em 1975 o Armagedom ocorreria. Ele acrescentou, em síntese: "Pode ser. Mas não estamos dizendo isso. Todas as coisas são possíveis a Deus. Mas não estamos dizendo isso. E que ninguém seja específico ao falar sobre o que irá acontecer a partir de agora até 1975. Mas, prezados irmãos, a grande questão é: o tempo é curto. O tempo está-se esgotando, não resta dúvida sobre isso."
Nos anos que se seguiram a 1966, muitas Testemunhas de Jeová começaram a criar vivas expectativas que, evidentemente, não se cumpriram. O livro Testemunhas de Jeová - Proclamadores do Reino de Deus, publicado pela Sociedade Torre de Vigia, em 1993, na página 633, após mencionar as expectativas referentes a 1925 informa:
"De novo, em 1975, houve desapontamento quando as expectativas sobre o início do Milênio não se concretizaram. Em resultado, alguns se afastaram da organização. Outros, porque tentaram subverter a fé de associados, foram desassociados. Sem dúvida, o desapontamento com relação à data era um fator, mas, em alguns casos, as raízes eram mais profundas."
Referente ao que se falou sobre 1975, o livro admitiu, na página 104:
"Outras declarações foram publicadas sobre esse assunto, e algumas foram provavelmente mais taxativas do que seria aconselhável."
Isso foi também reconhecido no exemplar de A Sentinela de 15 de setembro de 1980, na página 17: 
"Se permanecermos fiéis, Deus não nos deixará cometer erros ruinosos. Mas, às vezes, ele permite que erremos, para que entendamos a necessidade de sempre recorrer a ele e à sua Palavra. Isto fortalece nossa relação com ele e nossa perseverança enquanto esperamos. Aprendemos de nossos enganos que é necessário termos mais cuidado no futuro. Os cristãos, no decorrer dos séculos, sempre tiveram o forte desejo de que o novo sistema de coisas tomasse totalmente conta da terra. E por causa de sua própria vida curta, sem dúvida, ansiavam que isso viesse durante o seu período de vida. Os que têm procurado manter "bem em mente" o tempo de julgamento por Deus, em mais de uma ocasião, na história, têm ficado excessivamente ansiosos de que aquele dia chegasse, procurando acelerar, na sua própria mente, a chegada dos acontecimentos desejados. (2 Pedro 3:12) (...) Nos tempos modernos, tal avidez, embora elogiável em si mesma, tem levado a tentativas de fixar datas para a desejada libertação do sofrimento e das dificuldades, que são o quinhão das pessoas em toda a terra. Quando foi publicado o livro Vida Eterna — na Liberdade dos Filhos de Deus e seus comentários sobre quão apropriado seria se o reinado milenar de Cristo fosse paralelo ao sétimo milênio da existência do homem, criou-se muita expectativa sobre o ano de 1975. Fizeram-se naquele tempo, e depois, declarações que enfatizavam que se tratava apenas de uma possibilidade. Infelizmente, porém, ao lado de tal informação acauteladora, publicaram-se outras declarações que davam a entender que tal cumprimento da esperança até aquele ano era mais uma probabilidade do que mera possibilidade. Lamenta-se que estas últimas declarações, pelo visto, tenham ofuscado as acauteladoras e tenham contribuído para o aumento duma expectativa já criada. A Sentinela, no seu número de 15 de janeiro de 1977, comentou que não era aconselhável fixarmos a vista em determinada data, dizendo: "Caso alguém tenha ficado desapontado, por não seguir este raciocínio, deve agora concentrar-se em reajustar seu ponto de vista, por não ter sido a palavra de Deus que falhou ou o enganou e lhe causou desapontamento, mas, sim, seu próprio entendimento baseado em premissas erradas." Ao dizer "alguém", A Sentinela incluiu todos os desapontados entre as Testemunhas de Jeová, portanto, inclusive os que tinham que ver com a publicação da informação que contribuiu para criar as esperanças que giravam em torno daquela data."

## Como respondem à acusação de serem falsos profetas
Os seus críticos apontam as expectativas falhadas como prova da sua falsidade como profetas, baseando-se nas palavras de Deuteronômio 18:20-22, que informa:
"No entanto, o profeta que presumir de falar em meu nome alguma palavra que não lhe mandei falar ou que falar em nome de outros deuses, tal profeta terá de morrer. E caso digas no teu coração: 'Como saberemos qual a palavra que Jeová não falou?' quando o profeta falar em nome de Jeová e a palavra não suceder nem se cumprir, esta é a palavra que Jeová não falou. O profeta proferiu-a presunçosamente. Não deves ficar amedrontado por causa dele." (NM)

### Não afirmam ser inspiradas
Às acusações de profecias falsas, as Testemunhas de Jeová respondem por referir que nunca afirmaram ser inspirados por Deus como acontecia com os profetas dos tempos bíblicos, com os Apóstolos e muito menos com Jesus Cristo, o Messias, a quem o contexto das palavras de Deuteronômio citadas acima evidentemente se referia.
A Sentinela, expressou várias vezes esse conceito. Por exemplo, afirmou em janeiro de 1883, página 425:
"Não temos o dom da profecia."
Reiterou esta posição em 15 de dezembro de 1896, página 306:
"Não desejamos que os nossos escritos sejam reverenciados ou considerados infalíveis."
Com referência à sua crença de que alguns são ungidos pelo espírito de Jeová, a revista disse também em setembro de 1947, página 135:
"Não significa que os que servem agora como testemunhas de Jeová são inspirados. Não significa que os escritos nesta revista A Sentinela são inspirados e infalíveis e sem erros."
Acrescentou em 15 de agosto de 1950, página 263:
"A Sentinela não se diz inspirada em suas pronunciações nem é dogmática."
Mais recentemente, em 15 de agosto de 1981, página 19, reconheceu:
"Os irmãos que preparam essas publicações não são infalíveis. Seus escritos não são inspirados assim como eram os de Paulo e dos outros escritores bíblicos. (2 Timóteo 3:16) E assim, às vezes, tornou-se necessário corrigir conceitos, conforme o entendimento se tornou mais claro (Provérbios 4:18)."
Com relação aos símbolos contidos em Revelação ou Apocalipse, as Testemunhas de Jeová publicaram vários livros ao longo do Século XX contendo as suas explicações sobre a aplicação dos quadros proféticos daquele último livro da Bíblia. O mais recente livro sobre esse assunto foi publicado em 1988 (com revisão em 2006) com o título: "Revelação — Seu Grandioso Clímax Está Próximo". Na página 9 inclui o seguinte esclarecimento:
"Não se afirma que as explicações nesta publicação sejam infalíveis. Dizemos assim como José, na antiguidade: “Não pertencem a Deus as interpretações?” (Gênesis 40:8) Ao mesmo tempo, porém, cremos firmemente que as explicações apresentadas aqui se harmonizam com a Bíblia na sua inteireza, mostrando quão notavelmente a profecia divina se tem cumprido nos acontecimentos mundiais de nossos tempos catastróficos."

## Porque mantêm a expectativa ansiosa
Apesar das expectativas falhadas quanto a certas datas, as Testemunhas afirmam que isso seria natural e de esperar entre os adoradores de Deus. Argumentam que desde a revelação de Jeová no Éden, de que a serpente, ou Satanás, seria esmagado, os Seus servos fiéis sempre tiveram uma viva curiosidade de saber como se realizaria o propósito divino. Mencionam que até mesmo os anjos mostraram curiosidade sobre isso (1 Pedro 1:12).
Com a vinda de Jesus Cristo e as suas profecias sobre a sua Segunda Vinda, a necessidade de manter a expectativa aumentou. O próprio Jesus exortou:
- Marcos 13:32-37

"Acerca daquele dia e daquela hora ninguém sabe, nem os anjos no céu, nem o Filho, senão o Pai. Persisti em olhar, mantende-vos despertos, pois não sabeis quando é o tempo designado. É semelhante a um homem que viajou para fora e deixou a sua casa, dando autoridade aos seus escravos, a cada um o seu trabalho, e ordenou ao porteiro que se mantivesse vigilante. Portanto, mantende-vos vigilantes, pois não sabeis quando vem o senhor da casa, quer tarde no dia, quer à meia-noite, quer ao canto do galo, quer cedo de manhã; a fim de que, ao chegar ele repentinamente, não vos ache dormindo. Mas, o que eu vos digo, digo a todos: Mantende-vos vigilantes." (NM)
As Testemunhas lembram que nos dias de Jesus, muitos estavam intensamente interessados em saber o tempo exato da vinda do Reino. Jesus, porém, disse-lhes repetidas vezes que não lhes pertencia saber isso mas, antes, exortou-os a prestarem atenção às suas responsabilidades cristãs, mantendo cada dia o senso de urgência, conforme as suas palavras registadas:
- Lucas 21:34-36

"Mas, prestai atenção a vós mesmos, para que os vossos corações nunca fiquem sobrecarregados com o excesso no comer, e com a imoderação no beber, e com as ansiedades da vida, e aquele dia venha sobre vós instantaneamente como um laço. Pois virá sobre todos os que moram na face de toda a terra. Portanto, mantende-vos despertos, fazendo todo o tempo súplica para que sejais bem sucedidos em escapar de todas estas coisas que estão destinadas a ocorrer, e em ficar em pé diante do Filho do homem." (NM)
Após a morte de Cristo, os Apóstolos mantiveram este apelo à vigilância e expectativa da Segunda Vinda e do consequente Armagedom. O apóstolo Pedro exortou:
- 1 Pedro 4:7

"Tem-se aproximado o fim de todas as coisas. Sede ajuizados, portanto, e sede vigilantes, visando as orações." (NM)
Crê-se que as três cartas atribuídas ao apóstolo João e a Revelação, ou Apocalipse, foram todas escritas depois de 70 EC. Na sua primeira carta, João aconselha os cristãos a permanecer em união com Cristo enquanto aguardavam a manifestação Dele. (1 João 3:2) Em todas as três cartas, João adverte contra apóstatas. Quanto à Revelação, desde o início até o fim se enfatiza a vinda de Cristo na glória do seu Reino, sendo a sua penúltima expressão, no capítulo 22, versículo 20:
"Amém! Vem, Senhor Jesus!"
Ernst Benz, professor de história eclesiástica, escreve:
"As últimas coisas (escatologia) eram as coisas prioritárias, em termos de urgência, para os fiéis da primitiva igreja. A essência central da fé e da esperança deles era o vindouro Reino de Deus."
Mesmo que o Reino não viesse durante a vida deles, essa atitude correta de expectativa protegeria os cristãos de ficarem espiritualmente sonolentos. Após a morte dos apóstolos, alguns conceberam idéias errôneas quanto à proximidade da vinda de Cristo no seu Reino. C. J. Cadoux, em sua obra A Primitiva Igreja e o Mundo (em inglês), declara:
"Irineu [Século II EC] e Hipólito [fim do Século II e início do Século III EC] pensavam ser possível calcular com algum grau de exatidão o tempo em que viria o fim."
Alguns, devido a uma cronologia inexata, achavam que 6.000 anos de história humana quase já se haviam passado, e que estava próximo o advento do sétimo milênio. Estavam errados, naturalmente. Mas, pelo menos esforçavam-se a manter-se espiritualmente despertos. Por outro lado, a maioria dos professos cristãos perderam todo o senso de urgência e de expectativa do Reino.
O Dicionário Teológico do Novo Testamento (em inglês) informa:
"Influenciados pela metafísica de Platão e pela ética dos estoicos, os apologistas cristãos [padres da igreja do Século II e III EC] fazem pouco uso do conceito do reino de Deus. Ao passo que possuem uma escatologia, esta é dominada pela ideia da perfeição do cristão individual. (...) Os conceitos gregos da imortalidade, da vida eterna e do conhecimento são mais importantes do que o conceito bíblico do Reino de Deus. (...) De modo similar, em Orígenes [c. 185 --- c. 254 EC], (...) quase não há lugar para a mensagem bíblica do Reino de Deus."
As Testemunhas recordam que na maior parte, esta foi a atitude que prevaleceu no decorrer dos séculos entre as igrejas chamadas cristãs. A Enciclopédia Britânica revela:
"Desde o tempo do imperador romano Constantino (morreu em 337 EC), o reconhecimento político do cristianismo tem sido entendido como esperança cumprida no Reino de Cristo. A escatologia futurista continuou a existir nas seitas clandestinas que sofriam repressão. (...) No período que precedeu a Reforma do Século XVI, grupos heréticos (...) acusaram a Igreja de Roma de trair a iminente expectativa escatológica original."
As Testemunhas reclamam para si o reavivamento desta expectativa e vigilância ordenada por Jesus Cristo. É com este senso de vigilância que dizem viver, reagindo imediatamente a cada sinal que lhes indique a eventual vinda de Jesus. Afirmam que os anteriores conceitos errôneos não significavam que a promessa de Deus fosse errada, ou que Ele tivesse cometido um engano, mas sim que a sua própria esperança ansiosa resultou na criação de expectativas que falharam. Dizem preferir isso à indolência espiritual.

### Sites oficiais das Testemunhas de Jeová
- (em português) - Site oficial das Testemunhas de Jeová
- (em português) - Tradução do Novo Mundo das Escrituras Sagradas Bíblia on-line

pp